# Bedford (Pensilvania)
Bedford es un borough ubicado en el condado de Bedford en el estado estadounidense de Pensilvania. En el año 2000 tenía una población de 3.141 habitantes y una densidad poblacional de 1,093 personas por km².

## Geografía
Bedford se encuentra ubicado en las coordenadas 40°00′59″N 78°30′15″O / 40.01639, -78.50417.

## Demografía
Según la Oficina del Censo en 2000 los ingresos medios por hogar en la localidad eran de $28,549 y los ingresos medios por familia eran $39,122. Los hombres tenían unos ingresos medios de $29,148 frente a los $21,375 para las mujeres. La renta per cápita para la localidad era de $18,028. Alrededor del 11.9% de la población estaba por debajo del umbral de pobreza.